# Laccophilus nakajimai
Laccophilus nakajimai is een keversoort uit de familie waterroofkevers (Dytiscidae). In 2005 publiceerden Kamite, Hikida en Satô voor het eerst op geldige wijze de wetenschappelijke naam van deze soort.